# Джипе
Джипе — озеро, що знаходиться на кордоні Танзанії і Кенії. В Танзанії воно знаходиться у межах дистрикту Мванґа, регіон Кіліманджаро. Основний притік складають води річки Лумі, яка свій початок бере від гори Кіліманджаро та ручаїв з північних схилів гір Паре. На території Кенії озеро знаходиться в межах національного парку Цаво. Зі сторони Танзанії знаходиться національний парк Мкомазі.
В озері мешкає велика кількість ендемічних риб, також водоплавні птахи — нільська гуска, Lesser jacana, мадагаскарська жовта чапля, чорна чапля, африканська змієшийка, африканський водоріз, султанки, ссавці, водно-болотні рослини, у великій кількості — бегемоти та крокодили. Витік річки Руву згодом стає частиною водосховища Ньюмба-я-Мунгу.
У околицях озера мешкає приблизно 120000 людей, які займаються рибальством, сільським господарством, тваринництвом, є невелике сільськогосподарське підприємство, вода озера використовується для зрошення.
У водах озера та річки Пангані мешкає ендемічний вид риб — тіляпія Джипе (Jipe tilapia), також у великій кількості представлені коропові.